# جرائم قتل هواسونغ المتسلسلة
جرائم قتل هواسونغ المتسلسلة (بالكورية: 화성 연쇄 살인 사건)‏ (هانجا: 華城連鎖殺人事件؛ رومنة كورية منقحة: hwaseong yeonswae sarin sageon) هي سلسلة جرائم قتل غير محلولة وقعت في كوريا الجنوبية في مدينة هواسونغ بين 15 سبتمبر 1986 حتى 3 أبريل 1991. عثر على عشرة نساء مقيدات، مغتصبات، ومقتولات. جرائم القتل هذه تعتبر الأكثر شائنة في التاريخ الحديث لكوريا الجنوبية وقد تم مقارنتها بجرائم زودياك السفاح.

## التاريخ
عُثِر على عشرة نساء من سن الرابعة عشر حتى الواحد والسبعون مكممات، مغتصبات، ومقتولات على مدى أربع سنوات وسبعة أشهر في المدينة الريفية هواسونغ في مقاطعة غيونغي. معظم النساء تم خنقهن حتى الموت باستخدام ملابسهن. الأدلة التي جمعت أدت إلى وصف رجل في العشرينات من عمره، وطوله بين 165 و 170 سم، ولديه فئة دم B استناداً لشهادة الطب الشرعي.
هذه الجرائم مشهورة في كوريا بكونها أول سلسلة جرائم غير محلولة وذات طابع مميز (مودوس أوبيراندي). الشرطة الكورية قضت مليوني ساعة عمل في القضية. وعدد المشتبه بهم وصل لعدد كبير جداً، في النهاية وصل العدد إلى 21,280 مشتبه به.
في كوريا تسقط القضية بعد 15 عام بفعل قانون التقادم المسقط، وسقطت القضية في 2 نيسان 2006. لكن ملفات القضية لاتزال محفوظة بسبب صعوبة القضية.
في عام 2019 تم التعرف على القاتل من خلال الحمض النووي للمشتبه به عن طريق تقنيات البحث الجنائي المتقدمة، في 3 حالات على الأقل من جرائم القتل العشر الشنيعة. وقالت الشرطة أن المتهم اعترف بارتكابه الجرائم المعنية بالإضافة إلى 3 جرائم أخرى في المدينة في ذلك الوقت وجريمتين أخرتين قبل قتل أخت زوجته. بيد أن الشرطة أفادت بأن المتهم لن يتم تحويله إلى النيابة حتى لو اعترف، حيث أن مدة الصلاحية لإقامة دعوى جنائية في جرائم هواسونغ انتهت في عام 2006.

## الضحايا
| الجريمة | التاريخ              | الموقع                                   | الضحية                 | الملاحظات                                                |
| ------- | -------------------- | ---------------------------------------- | ---------------------- | -------------------------------------------------------- |
| 1       | 15 أيلول 1986        | مدينة هواسونغ، هواسان-دونغ               | لي وان-يم (71 سنة)     | انتهت القضية بفعل التقادم المسقط في 15 أيلول 2001        |
| 2       | 20 تشرين الأول 1986  | مدينة هواسونغ، جينان-دونغ، قناة صرف مياة | بارك هيون-سوك (25 سنة) | انتهت القضية بفعل التقادم المسقط في 19 تشرين الأول 2001  |
| 3       | 12 كانون الأول 1986  | مدينة هواسونغ، هواسان-دونغ، جسر          | كوان جونغ-بون (25 سنة) | انتهت القضية بفعل التقادم المسقط في 11 كانون الأول 2001  |
| 4       | 14 كانون الأول 1986  | جيونغنام-ميون، قناة غوانهانغ-ري          | لي كي-سوك (23 سنة)     | انتهت القضية بفعل التقادم المسقط في 13 كانون الأول 2001  |
| 5       | 10 كانون الثاني 1987 | مدينة هواسونغ، هواسان-دونغ، حقل رز       | هونغ جين-يونغ (19 سنة) | انتهت القضية بفعل التقادم المسقط في 13 كانون الثاني 2002 |
| 6       | 2 أيار 1987          | مدينة هواسونغ، جينان-دونغ، تل            | بارك يئن-جو (29 سنة)   | انتهت القضية بفعل التقادم المسقط في 1 أيار 2002          |
| 7       | 7 أيلول 1988         | بالتان-ميون، قناة غاجان-ري               | اهن غي-سون (54 سنة)    | انتهت القضية بفعل التقادم المسقط في 6 أيلول 2003         |
| 8       | 16 أيلول 1988        | مدينة هواسونغ، جينان-دونغ، منزل          | بارك سانغ-هي (14 سنة)  | في 27 تموز 1989 اعتقل يون-مو (22 سنة) واتهم بالجريمة     |
| 9       | 15 تشرين الثاني 1990 | مدينة هواسونغ، بيونغجيوم-دونغ، تل        | كيم مي-جونغ (14 سنة)   | انتهت القضية بفعل التقادم المسقط في 14 تشرين الثاني 2005 |
| 10      | 3 نيسان 1991         | دونغتان-ميون، دونغتان-دونغ، تل           | كوان سون-سانغ (69 سنة) | انتهت القضية بفعل التقادم المسقط في 2 نيسان 2006         |

## في وسائل الإعلام
العديد من الأفلام والبرامج التلفزيونية مصورة بناءً على جرائم القتل هذه.
- ذكريات قاتل (2003)
- اعتراف القتل (2012)
- غاب-دونغ (2014)
- إشارة (2016)
- النفق (2017)